# 天平架駅
天平架駅（てんへいかえき、中文表記: 天平架站）は、中華人民共和国広東省広州市天河区に位置する広州地下鉄6号線の駅である。

## 歴史
- 2013年12月28日: 6号線の駅として開業[1]。

## 隣の駅
広州地下鉄
■6号線
沙河駅 - 天平架駅 - 燕塘駅